# تاتيندا مكوروفا
تاتيندا مكوروفا (بالإنجليزية: Tatenda Mkuruva)‏ (مواليد 1 أبريل 1996) هو لاعب كرة قدم زيمبابوي، يلعب حاليًا مع نادي ديناموز ومنتخب زيمبابوي.

## روابط خارجية
- تاتيندا مكوروفا على موقع قاعدة بيانات كرة القدم.إي يو (الإنجليزية)
- تاتيندا مكوروفا على موقع ناشيونال فوتبول تيمز (الإنجليزية)
- تاتيندا مكوروفا على موقع Soccerway.com (الإنجليزية)